# Solano (Chiriquí)
Solano es un corregimiento del distrito de Bugaba, en la provincia de Chiriquí, República de Panamá. Su creación fue establecida mediante Ley 55 del 13 de septiembre de 2013 segregándose del corregimiento de La Concepción, no obstante, la norma indicaba que el corregimiento entraría en existencia el 2 de mayo de 2019; pero por la Ley 22 del 9 de mayo de 2017, su fundación fue adelantada al 1 de julio de 2017. Su cabecera es Solano. Su nombre proviene del médico chorrerano Nicolás Alejo Solano quien falleció enfermo del corazón.